# سانديلى سيباندى
سانديلى سيباندى (بالإنجليزية: Sandile Sibande)‏ (21 سبتمبر 1987 بنيلسبرويت في جنوب أفريقيا - ) هو لاعب كرة قدم جنوب أفريقي في مركز الوسط. لعب مع بيدفيست ويتس وموروكا سوالوز وPolokwane City F.C. ‏.

## وصلات خارجية
- سانديلى سيباندى على موقع قاعدة بيانات كرة القدم.إي يو (الإنجليزية)